# Oroqen
Los oroqen  (en oroqen: ɔrɔtʃeen /Or-ə-chen/ ; en mongol: Орчон, romanizado: Orčon ; en chino, 鄂伦春; pinyin, Èlúnchūn /ə-lun-chuén/) son una minoría étnica, una de las 56 oficialmente reconocidas por el gobierno de la República Popular China. Son una de las minorías étnicas más pequeñas del país, con una población aproximada de 7000 personas. Habitan mayoritariamente en la provincia de Mongolia Interior, aunque es posible encontrar pequeños grupos en Heilongjiang.

## Antroponimia
En el Imperio ruso, varios pueblos en varios lugares fueron llamados Orochen (en ruso: Ороченъ) y en varias variantes (орочон, орончон, орочен). Una de las hipótesis más comúnmente aceptadas es que el término se deriva de la lengua manchú: орунчунь (orunchun), que significa "gente de los ciervos" o "pastores de ciervos". No se trata de una denominación propia de estos pueblos, sino de un exónimo, es decir, asignado por manchúes, tungus o rusos, a veces debido a malentendidos.

## Idioma

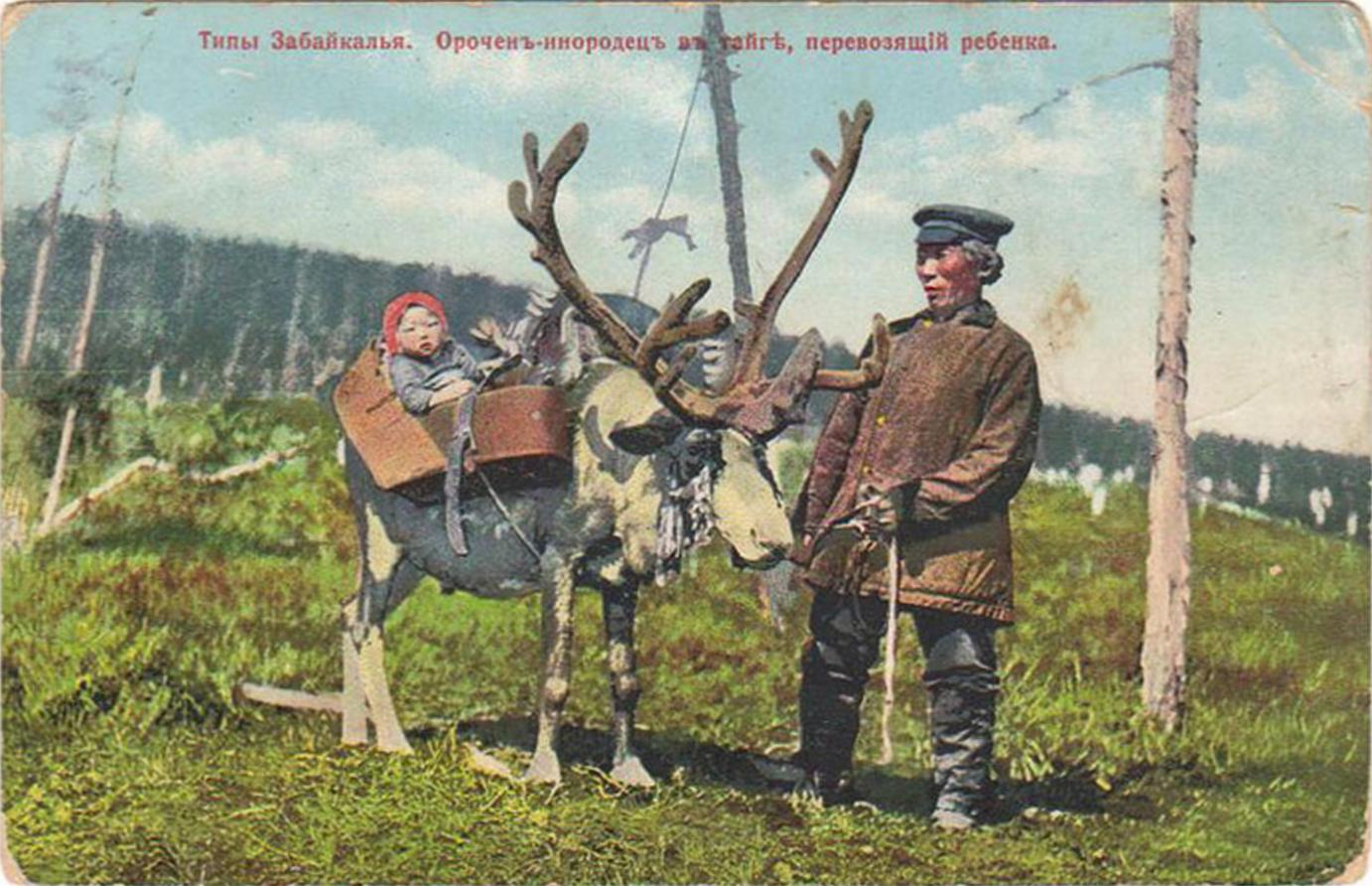
Tarjeta postal con una representación orochén.

Los oroqen tienen su propio idioma, perteneciente a la rama de las lenguas tungús. Su idioma es muy parecido al de los ewenki y se cree que estos pueblos pueden entender un 70% del otro idioma.
El idioma oroqen no dispone de un sistema propio de escritura. La mayoría de los oroqen son capaces de leer y escribir en la lengua de los han y algunos hablan también el idioma daur.

## Historia
Los oroqen son uno de los pueblos más antiguos que habitan la actual China. Sus antepasados habitan la zona de Heilongjiang y la de las montañas Xing'an. Formaban parte del antiguo pueblo de los Bei Shiwei de los que se separaron en algún momento entre el año 420 y el 589.
En el siglo XVII muchos de ellos emigraron hacia la actual Mongolia Interior a causa de las invasiones de Rusia de parte del territorio chino. La palabra oroqen significa "pueblo que vive en las montañas".

## Cultura
Los oroqen son monógamos y sólo están permitidos los matrimonios entre miembros de diferentes clanes. Los cadáveres tienen un entierro al aire libre. Cuando alguien muere, su cuerpo es depositado en un árbol con la cabeza apuntando hacia el sur. El cuerpo permanece en el árbol hasta que se descompone de forma natural.
La vivienda tradicional de este pueblo recibe el nombre de xierenzhu que significa "casa que se sostiene con palos de madera". Estas viviendas tienen forma cónica y se sostienen mediante unos 20 o 30 palos realizados en madera de pino. El recubrimiento de estas cabañas varía según la estación del año: mientras que en invierno se recubre con pieles de animales, en verano se utilizan corteza de abedul.
Aunque las medidas de este tipo de viviendas son muy variables, suelen tener unos seis metros de diámetro y unos cinco metros de altura. En el centro se coloca un fuego que sirve tanto de cocina como de fuente de iluminación.

## Religión
La religión predominante entre los oroqen es el chamanismo. Sus creencias incluyen un complejo sistema de espíritus y demonios.  La palabra que utilizan los oroqen para definir a un chamán se podría traducir como "agitado" y hace referencia al trance que alcanzan los chamanes cuando entran en contacto con seres de otro mundo.
Siente una especial adoración hacia los espíritus de sus antepasados y creen que todas las cosas están dotadas de alma. Las enfermedades y otras desgracias están siempre provocadas por el disgusto de los dioses. 
Reverencian de un modo especial a los animales, especialmente a los osos y a los tigres a los que consideran hermanos de sangre. A los tigres se les llama wutaqi que significa "hombre anciano" mientras que el oso es amaha que significa "tío".